# 1958年10月27日月食
1958年10月27日月食为一次在协调世界时1958年10月27日出現的半影月食。該次月食半影食分為0.809、全影食分為-0.308。

## 概述
這次月食的食分是2.12。

## 基本參數
- 類型：半影月食
- 食甚資料：
  - 日期：1958年10月27日
  - 時間：15:27
  - 月球位置：赤經2.12度、赤緯11.7度
  - 食分：半影食分：0.809、全影食分：-0.308

## 外部連結
- NASA月食專頁（页面存档备份，存于）（英文）